# Son de Madera

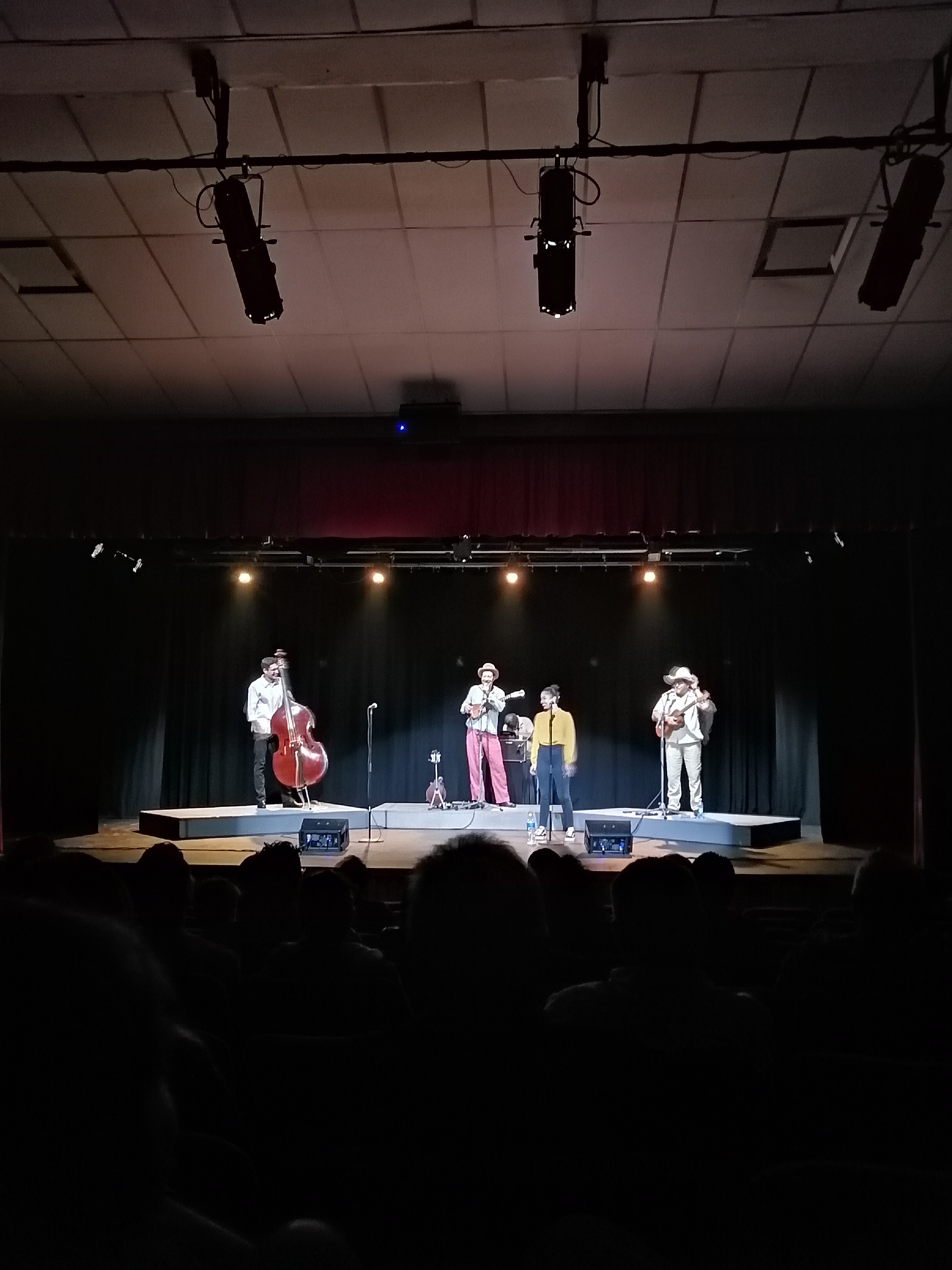
son de madera en el escenario

Son de Madera es una banda de son jarocho con base en Xalapa-Enríquez, Veracruz, México. fundada en 1992 por Ramón Gutiérrez y Laura Rebolloso.

## Integrantes
El grupo lo lidera Ramón Gutiérrez, radicado en Xalapa, Veracruz, quien toca la guitarra de son (también llamada  requinto jarocho ) y canta. José Tereso Vega Hernández, hijo del maestro músico mayor Andrés Vega, vive en el municipio de Tlacotalpan, toca la ' jarana' ', canta y toca la armónica. El tercero en el grupo es Oscar Terán en el contrabajo, que aporta su conocimiento en el Jazz.
Integrantes actuales
- Ramón Gutiérrez Hernández - requinto jarocho, jarana y Violín
- Jose Tereso Vega Hernández - Jarana tercera y Pandero
- Óscar Terán Carbonero - Contrabajo

Pasados
- Laura Rebolloso Cuéllar - Leona y Jarana
- Rubí Oseguera Rueda - Zapateado
- Annahí Saoco Cruz - Zapateado
- Natalia Arroyo Rodríguez - Violín
- Aleph Castañeda - Contrabajo
- Juan Francisco Galvan - Leona
- Juan Perez - Bajo eléctrico

## Artistas invitados
Varios artistas invitados, todos asociados desde hace mucho tiempo de Son de Madera, agregan sonidos y sensibilidades tanto de la vanguardia como de la "retaguardia" de la interpretación de 'son jarocho'. El guitarrista de son Andrés Vega (n. 1932), padre de Tereso, es ampliamente venerado como una fuente de la tradición rural del “hijo”. Patricio Hidalgo Belli, nieto de Arcadio Hidalgo, pone a prueba su talento para cantar poesía improvisada. Rubén Vásquez Domínguez, intérprete de arpa jarocha, actuaron con la banda una docena de veces en el Festival Smithsonian Folklife en 2009.
Son de Madera ha estado durante mucho tiempo a la vanguardia de un resurgimiento y revitalización musical, basándose en sonidos, estilos y músicos que permanecen al margen del "son jarocho" más comercializado, al tiempo que incorpora nuevos sonidos y perspectivas estilísticas.[¿según quién?]

## Discografía

### Álbumes propios
Álbumes de estudio
- 1996: Son de madera (CD, Album)
- 2004: Las Orquestas Del Día (CD, Album)
- 2009: Son de Mi Tierra (CD, Album)
- 2009: Mexico Son de Madera (CD, Album)
- 2014:	Caribe Mar Sincopado' (CD, Album)

Álbumes en vivo
- 2013:	Concierto en Vivo, Glatt & Verkehrt - Viena, Austria' (CD, Album)

## Giras y presentaciones
Esta agrupación se ha presentado en múltiples foros y festivales nacionales e internacionales, como el Festival Internacional Cervantino y el Festival Cumbre Tajín, en México; el Smithsonian Folklife Festival y el World Music Festival, en Chicago, Estados Unidos; el Calgary Folk Music Festival, el Winnipeg Folk Festival; la Fête de la Musique, en Francia; el Festival de Las Andalucías Atlánticas, en Marruecos; La Mar de Músicas y Farinera del Clot, en España; Wereldfeest y The Schouwburg Odeon, en Holanda; Diebrotfabrik, en Alemania, y Festival Glatt & Verkehrt, en Austria.[cita requerida]